# Станькова (Малопольське воєводство)
Станькова (пол. Stańkowa) — село в Польщі, у гміні Лососіна-Дольна Новосондецького повіту Малопольського воєводства.
Населення — 385 осіб (2011).
У 1975-1998 роках село належало до Новосондецького воєводства.

## Географія
Селом протікає потік Станкова.

## Демографія
Демографічна структура станом на 31 березня 2011 року:
|          | Загалом | Допрацездатний вік | Працездатний вік | Постпрацездатний вік |
| -------- | ------- | ------------------ | ---------------- | -------------------- |
| Чоловіки | 207     | 63                 | 123              | 21                   |
| Жінки    | 178     | 48                 | 89               | 41                   |
| Разом    | 385     | 111                | 212              | 62                   |